# District d'Astore

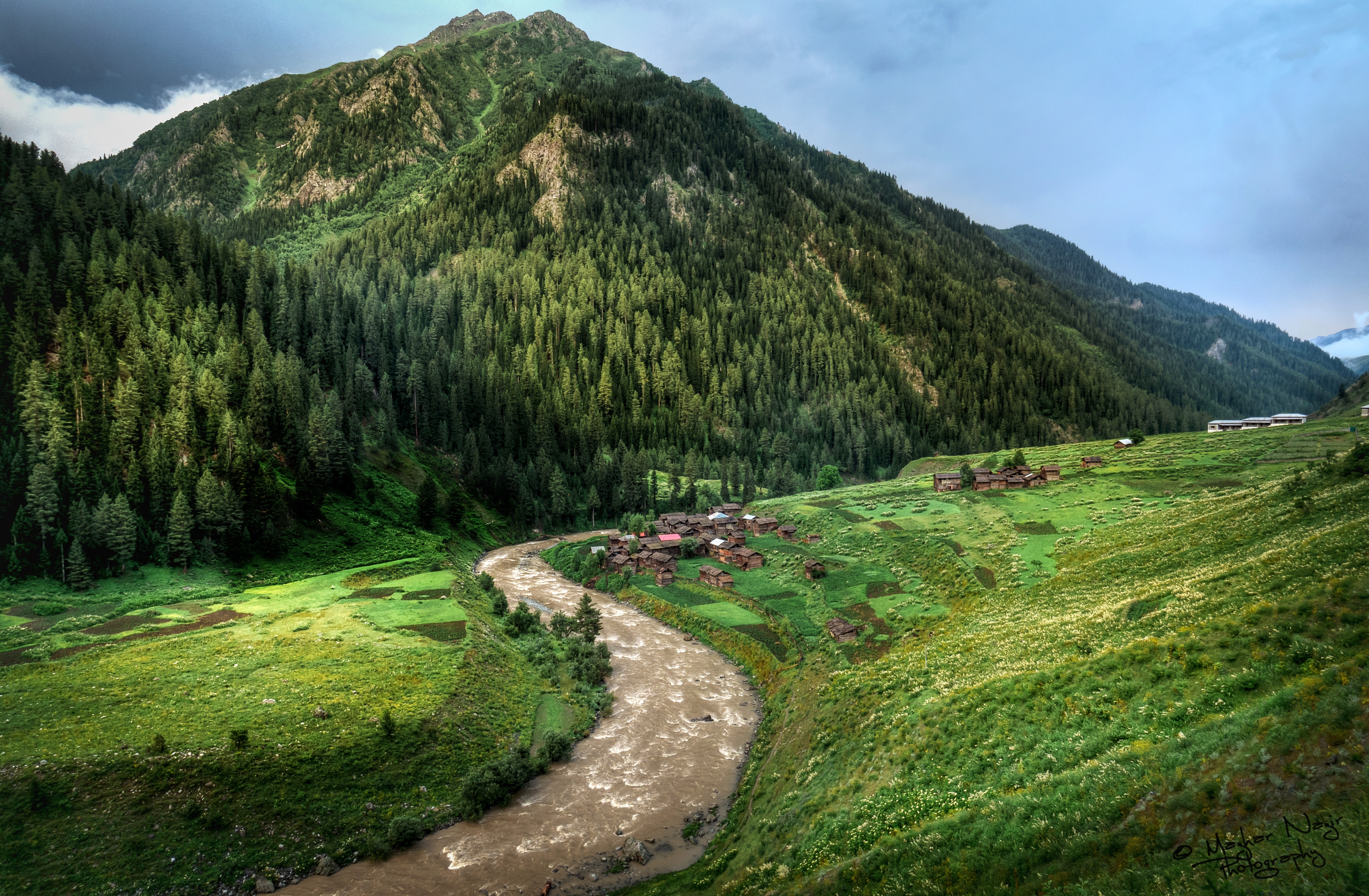
Un village dans le district d'Astore. Juillet 2017.

Le district d'Astore est une subdivision administrative du territoire Gilgit-Baltistan au Pakistan.